# Rivière Saint-Charles (Québec)
Pour les articles homonymes, voir Saint-Charles et Rivière Saint-Charles.
Pour la rivière québécoise prenant sa source à Salaberry-de-Valleyfield, voir Rivière Saint-Charles (Valleyfield).
La rivière Saint-Charles (en wendat: Akiawenrahk, Oria'enrak, ou Oriaouenrak) est le principal cours d'eau traversant la ville de Québec, dans la région administrative de la Capitale-Nationale, dans la province de Québec, au Canada. Prenant sa source dans le lac Saint-Charles, où se jette à l'amont la rivière des Hurons, elle suit une course longue d'environ 33 kilomètres avant de se jeter dans le fleuve Saint-Laurent. Elle draine un bassin de près de 550 km2 et une population de près de 350 000 personnes habite ses berges, dans la ville de Québec et la municipalité régionale de comté de La Jacques-Cartier.
Son bassin versant est le plus densément peuplé de toutes les rivières québécoises, avec une densité moyenne de 600 habitants par kilomètre carré, concentrée surtout dans le dernier tiers de son parcours. Cela fait de ses rives un lieu fréquenté, organisé autour du parc linéaire de la rivière Saint-Charles.
La surface de la rivière Saint-Charles (sauf les zones de rapides) est généralement gelée de début décembre à fin mars ; toutefois la circulation sécuritaire sur la glace se fait généralement de fin décembre à début mars. Le niveau de l'eau de la rivière varie selon les saisons et les précipitations ; la crue printanière survient en mars ou avril.
Une petite exposition sur la rivière Saint-Charles se trouve dans la maison Dorion-Coulombe, maison patrimoniale située dans le quartier Limoilou, à Québec. À cet endroit se trouve le siège social de la Société de la Rivière Saint-Charles, qui a pour mission de mettre en valeur et faire découvrir la rivière Saint-Charles, son parc linéaire et son patrimoine aux citoyennes et citoyens ainsi qu’aux clientèles touristiques en réalisant des activités d’aménagement, d’animation et de sensibilisation dans le respect des principes du développement durable. 

## Géographie

### Bassin versant

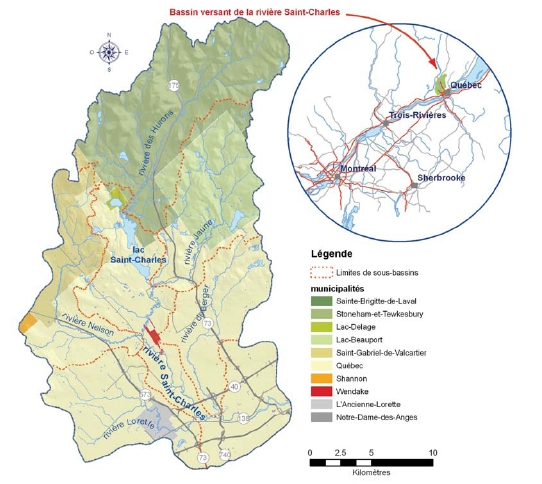
Bassin versant

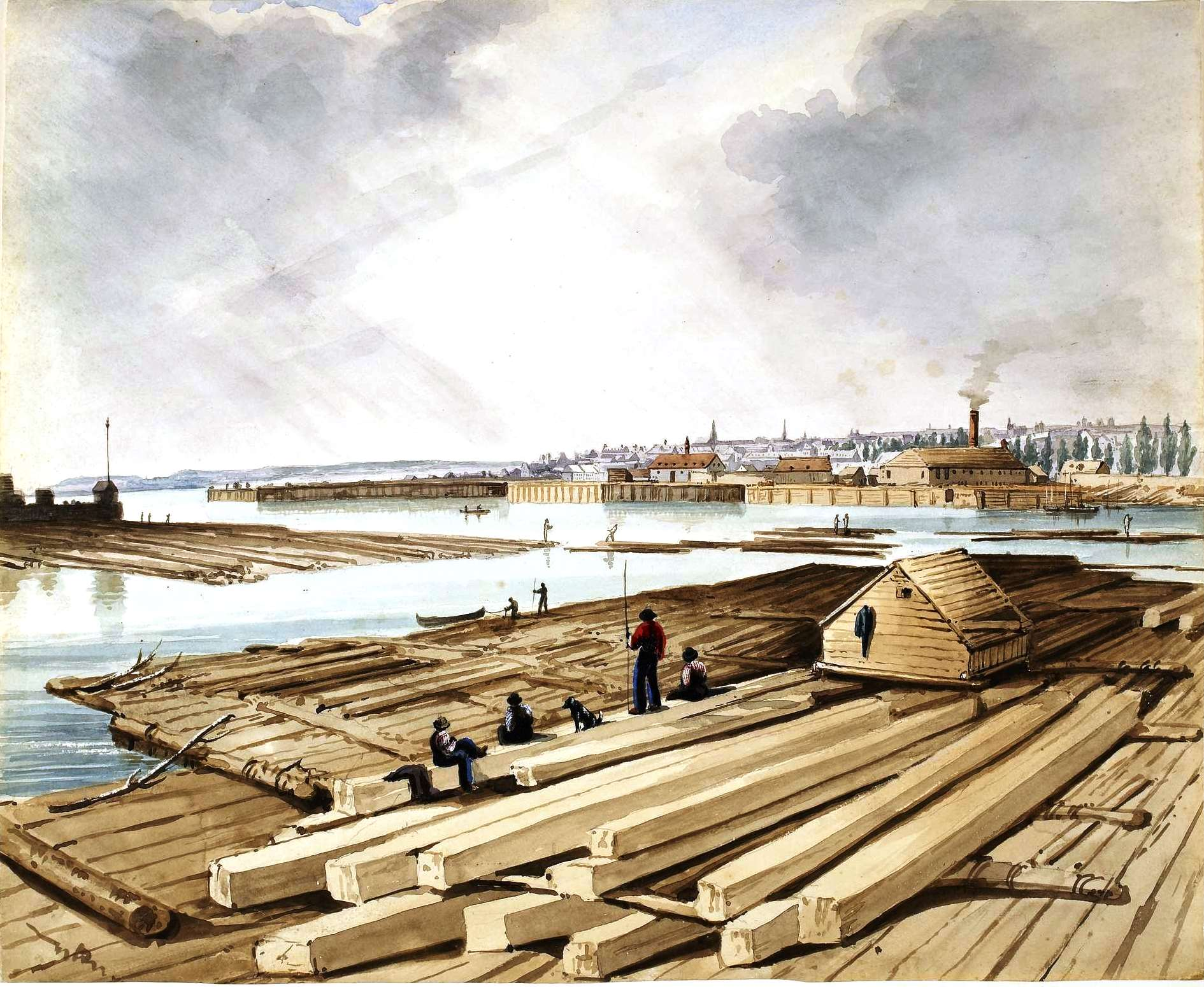
L'embouchure de la rivière Saint-Charles, vers 1837.

Plusieurs cours d'eau de la ville de Québec et des environs sont des affluents de la rivière Saint-Charles.
À l'échelle du bassin versant on compte six sous-bassins principaux, soit, outre celui de la rivière Saint-Charles elle-même : 
- le sous-bassin de la rivière des Hurons, ce dernier à l'amont du lac Saint-Charles ;
- le sous-bassin de la rivière Jaune ;
- le sous-bassin de la rivière Nelson ;
- le sous-bassin de la rivière du Berger ;
- le sous-bassin de la rivière Lorette.

Le bassin versant de la rivière Saint-Charles comprend également plusieurs cours d'eau secondaires dont : 
- la rivière Hibou ;
- la rivière des Commissaires ;
- la rivière des Roches ;
- la rivière des Sept Ponts ;
- la rivière Lairet ;
- le ruisseau du Valet ;
- le ruisseau Savard ;
- le ruisseau Ste-Barbe ;
- le ruisseau Pincourt.

### Franchissement

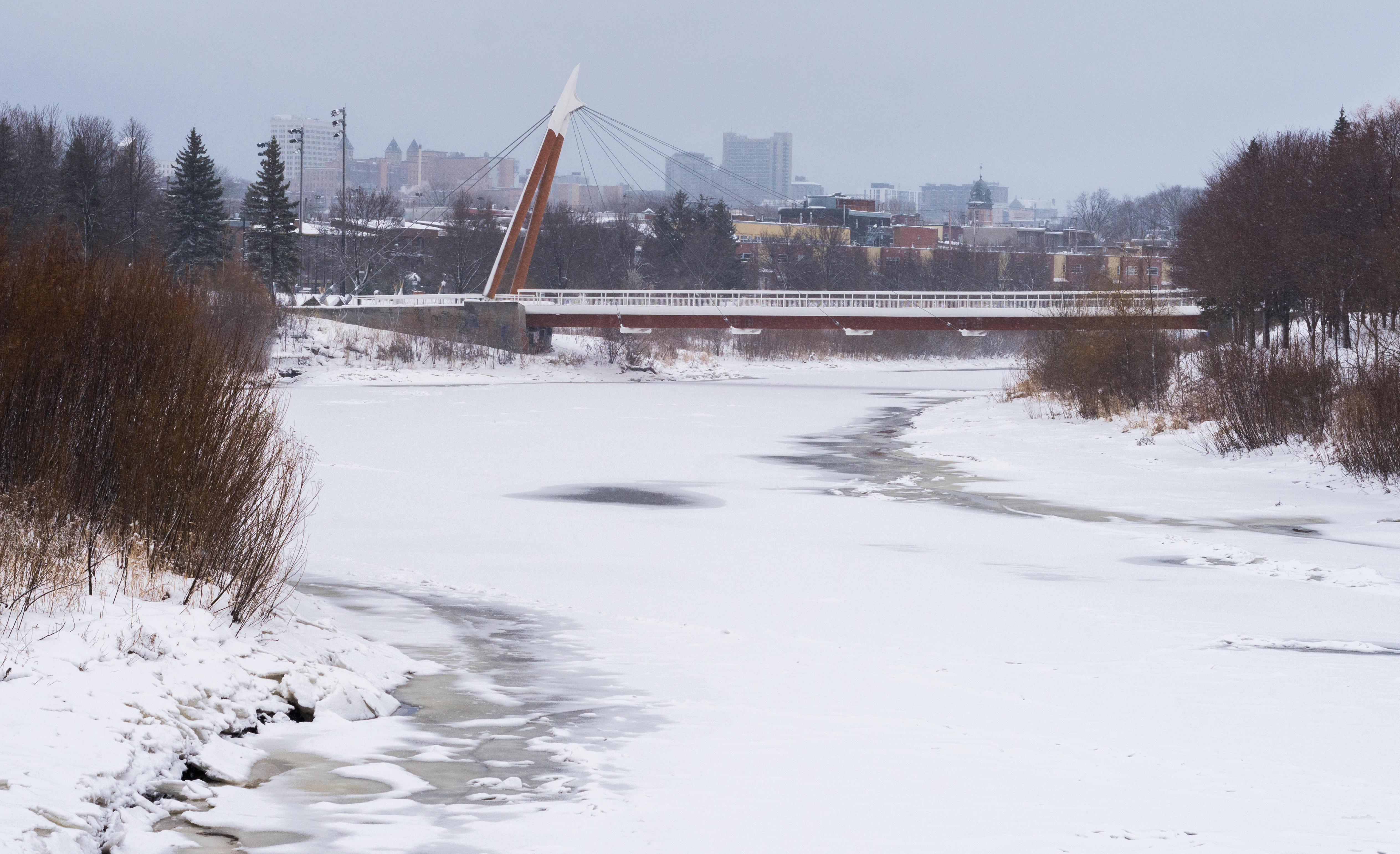
Passerelle des Trois-Sœurs,

La rivière Saint-Charles est franchie par 21 ponts routiers, 13 passerelles et 2 chemins de fer. Par ailleurs, on retrouve 4 barrages sur son parcours. Parmi les principaux ponts, on retrouve :
- Pont Scott
- Pont Marie-de-l'Incarnation
- Passerelle des Trois-Sœurs (Parc Victoria)
- Pont Lavigueur
- Pont Drouin
- Pont Dorchester
- Viaduc de l'autoroute Dufferin-Montmorency

### Cours de la rivière
À partir du barrage de l'embouchure du lac Saint-Charles, le courant de la rivière Saint-Charles descend sur 33,8 km, avec une dénivellation de 148 m, selon les segments suivants :
- 4,7 km vers le sud-est en zone urbaine en recueillant la confluence de la rivière Jaune (venant du nord-est) et en serpentant grandement jusqu'au Pont à Patates ;
- 5,5 km vers le sud en serpentant grandement en recueillant le ruisseau des Eaux Fraiches (venant de l'ouest), jusqu'à la confluence de la rivière Nelson (venant du sud-ouest) dans le cartier Château-d'Eau ;
- 6,5 km vers le sud-est en zone urbaine en passant notamment dans les cartiers Château-d'Eau et Village-des-Hurons, jusqu'à un coude de rivière ;
- 4,9 km vers le sud-est en zone urbaine en coupant l'autoroute Félix-Leclerc, jusqu'à la confluence de la rivière Lorette (venant du sud) ;
- 4,2 km vers le nord-est en zone urbaine en formant deux boucles vers le nord et en contrepartie, deux boucles vers le sud, en passant dans le Parc industriel Frontenac et en recueillant la décharge de la rivière du Berger (venant du nord), jusqu'au pont de la route 740 ;
- 8,3 km vers le nord-est en zone urbaine en formant un boucle vers le nord, en passant sous les ponts du chemin de fer, du boulevard Wilfrid-Hamel, l'avenue du Pont-Scott, la rue Marie-de-l'Incarnation, l'autoroute Laurentienne, la rue de la Croix-Rouge, la rue du Pont, l'autoroute Dufferin-Montmorency, le boulevard Jean-Lesage et le chemin de fer, jusqu'à son embouchure[3].

## Histoire

### Colonisation

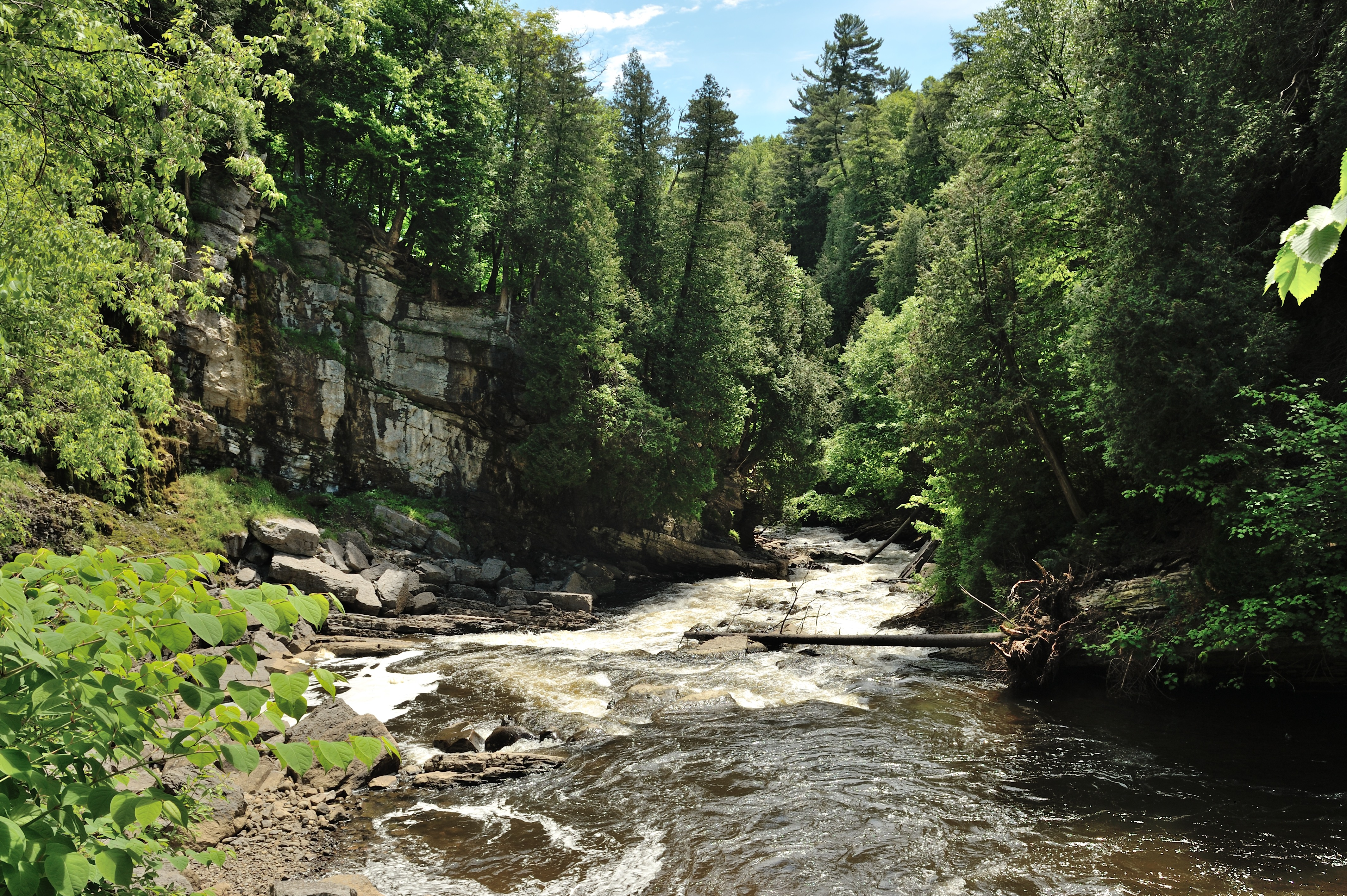
Une importante partie de la rivière a conservé son aspect d'origine.

Son nom en langue wendat est Akiawenrahk.
L'embouchure de la rivière Saint-Charles donnant sur le fleuve Saint-Laurent a une importance historique particulière puisque c'est à cet endroit qu'était construit le village amérindien de Stadaconé où l'explorateur français Jacques Cartier réalise son premier hivernage en terre canadienne en 1535-1536. La rivière est tout d'abord nommée Petite Rivière ou Rivière Sainte-Croix par Cartier puisqu'il y arriva le jour de l'Exaltation de la Sainte-Croix. Ce nom est aussi donné au premier fort qu'établissent les Français à cet endroit.
Le toponyme « Saint-Charles », quant à lui, est attribué entre 1615 et 1625 par les missionnaires Récollets qui y établirent une mission, en l'honneur de leur protecteur Charles de Boves, grand vicaire du diocèse de Rouen. La protection de saint Charles Borromée est aussi invoquée.
Sous l'administration de Jean Talon (1665-1672), en raison de son emplacement pratique pour le transport de marchandises et de matières premières, l'estuaire de la Saint-Charles (du côté sud, soit dans le secteur de la rue Saint-Paul actuelle) s'industrialise : on y trouve une brasserie (1668-1675), une fabrique de potasse (1670-1675) et un chantier maritime (1666-1673). En 1686, la brasserie est remplacée par le premier palais de l'intendant (voir Îlot des Palais).

### Industrialisation

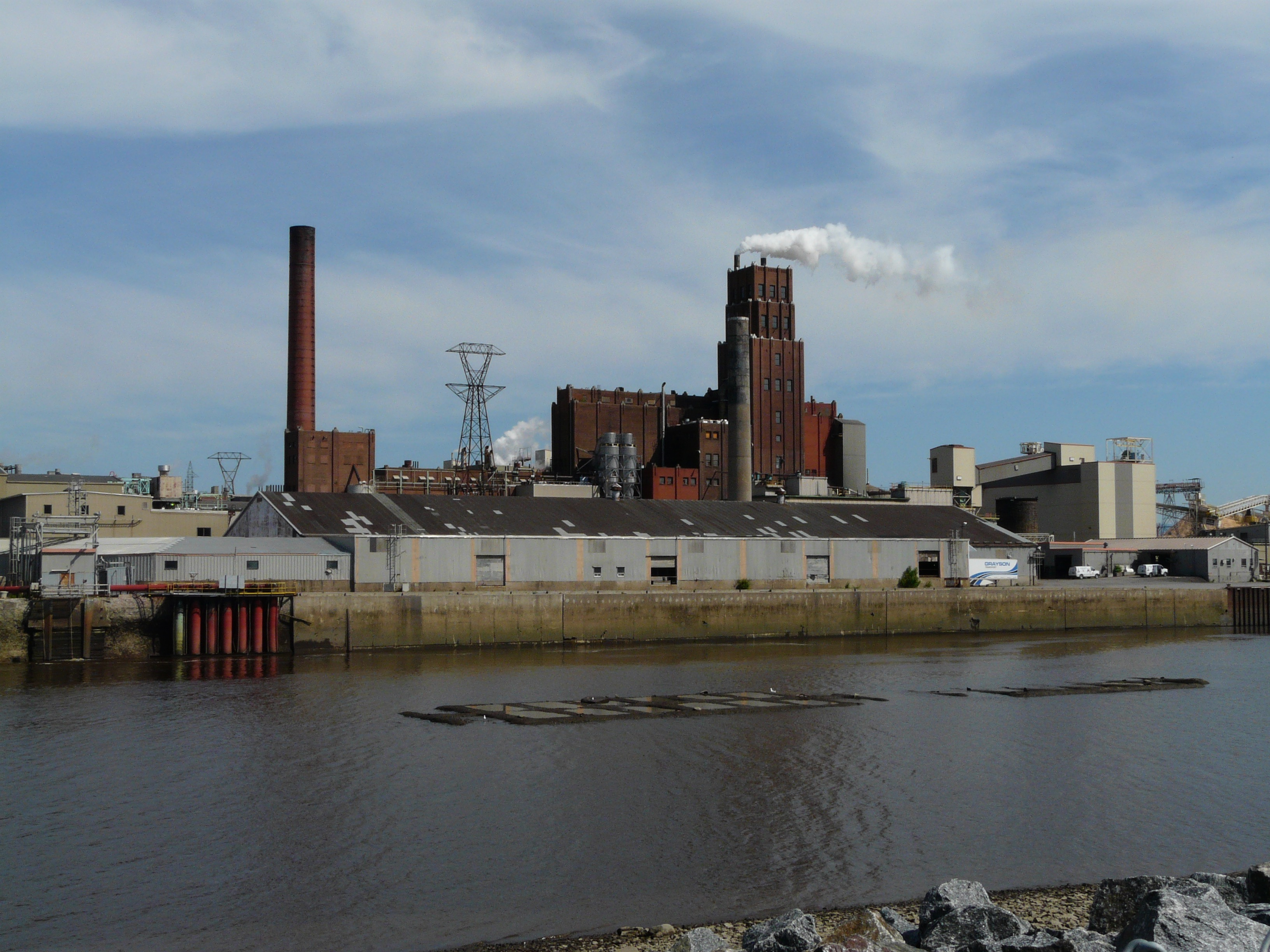
L'usine de Papiers White Birch, construite entre 1927 et 1928, témoigne de l'industrialisation des berges.

La partie sud des berges de la rivière, près de son embouchure, a fait l'objet d'installation d'industries dans les années 1960 (qui s'en servaient comme égout à ciel ouvert) et a été bétonnée dans les années 1970 afin de réguler son cours. La rivière était l'une des rivières les plus polluées (en grande partie en raison des trop-pleins du réseau d'égout de la ville de Québec) au Québec par la pollution microbienne et son utilisation à des fins récréatives près de son embouchure était impossible. Depuis le milieu des années 1990, des efforts communautaires et gouvernementaux ont permis de mettre en branle un important projet de renaturalisation et de mise en valeur de la rivière, pour plus de 100 millions de dollars canadiens.

### Revitalisation

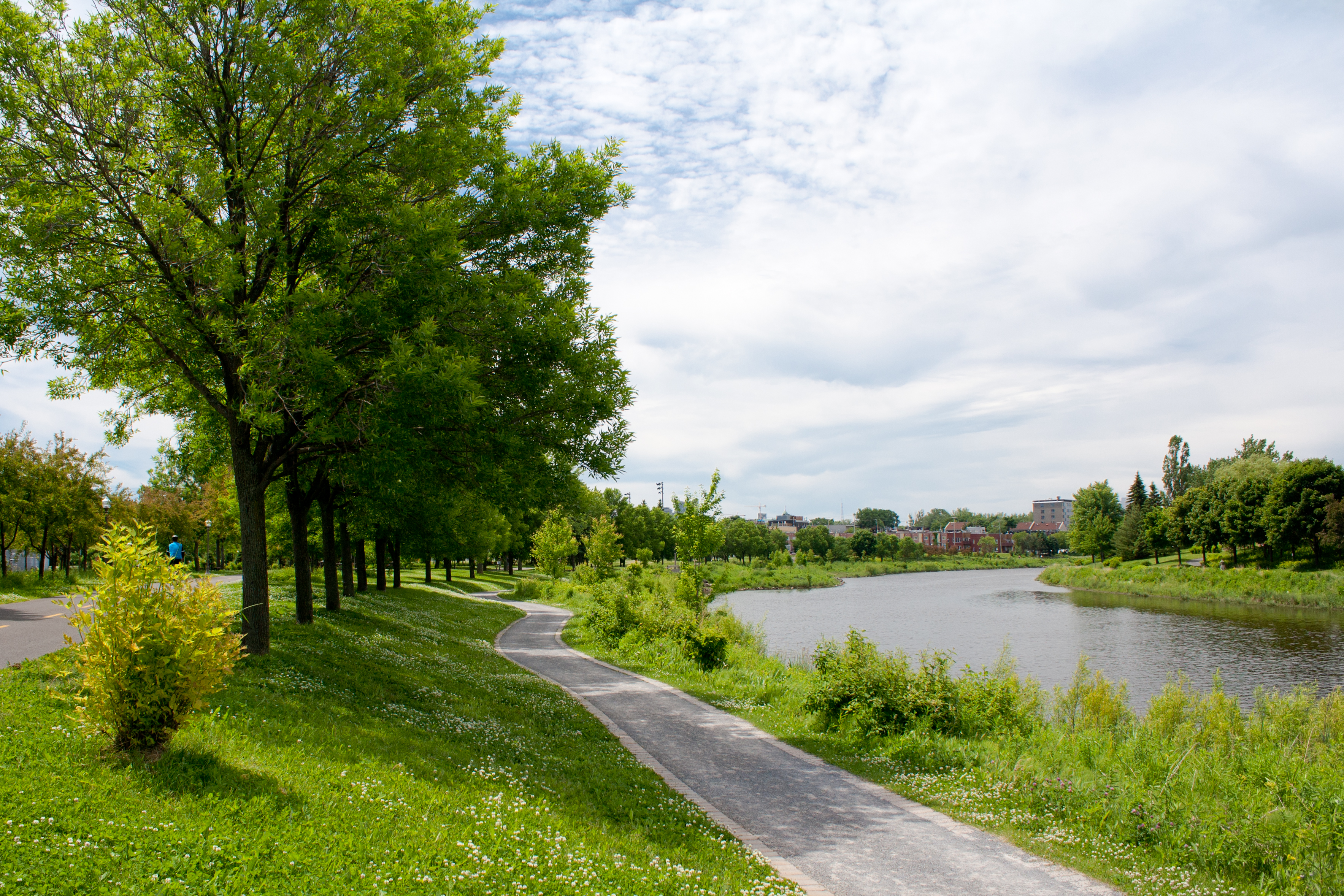
Aperçu des berges revitalisées, au nord du quartier Saint-Sauveur.

La ville de Québec compte en 2008 160 ouvrages de « surverse » qui permettent aux égouts municipaux de déborder dans les rivières de la ville sans traitement lors de congestion du réseau, particulièrement lors de grandes pluies. Les normes québécoises permettent quatre débordements annuellement, normes qui furent dépassées pour 11 ouvrages le long de la Saint-Charles. Le nombre de débordements était cependant plus important avant 2002 pour atteindre jusqu'à 50 par été. Entre 2002 et 2006, lors des travaux de renaturalisation, 14 réservoirs de rétention de grandes tailles ont été construits, mais des investissements entre 2 et 6 millions de dollars seront encore nécessaires pour atténuer le problème, attribué en partie à de vieilles constructions où les gouttières sont directement branchées sur le réseau sanitaire de la ville.
Depuis 1979, l'organisation à but non lucratif Pêche en ville ensemence annuellement la rivière de truites mouchetées afin de favoriser son accès aux pêcheurs, particulièrement aux jeunes pêcheurs. En 2008, 25 000 truites sont réensemencées, pour un total de 700 000 depuis la création de l'organisme.

## Toponymie
La rivière a été connu sous le nom de Petite Rivière dès le début du XVIIe siècle. Le nom de rivière Saint-Charles est quant à lui apparu entre 1615 et 1625. Le nom proviendrait du couvent des Récollets qui a été fondé en 1621 sous le vocable de saint Charles Borromée. Le nom pourrait être aussi être un honneur à Mgr Charles de Boves (ou Desboues), grand vicaire de Pontoise et fondateur de la mission. Gabriel Sagard mentionne en 1636 qu'en plus de Saint-Charles, la rivière est connu par les Montagnais sous le nom de Cabirecoubat en raison de ses nombreuses pointes. Selon la Commission de toponymie du Québec, son nom dans la langue wendat est Oria'enrak ou Oriaouenrak, qui signifie «rivière à la truite». Cependant les autorités de la réserve de Wendake utilisent plutôt Akiawenrahk.
Le toponyme rivière Saint-Charles a été officialisé le 5 décembre 1968 à la Commission de toponymie du Québec.

## Attraits

### Parc linéaire de la rivière Saint-Charles
Le parc linéaire des rivières Saint-Charles et du Berger est un sentier pédestre de 32 km longeant la rivière sur toute sa longueur. Débutant au centre-ville de Québec, il suit les berges de la rivière vers le nord où le décor devient plus sauvage. De nombreuses passerelles permettent aux randonneurs de traverser la rivière. Les marcheurs peuvent y voir entre autres : la chute Kabir Kouba, un canyon, une tourbière recouverte d’un trottoir de bois pour les marcheurs, un secteur boisé en pleine forêt, un lac, une grande variété de fougères, toute une diversité de plantes, plusieurs espèces d’oiseaux et un lieu pour les observer, un château d’eau, des maisons historiques et l'hôtel-musée Premières Nations.

#### Parc Cartier-Brébeuf

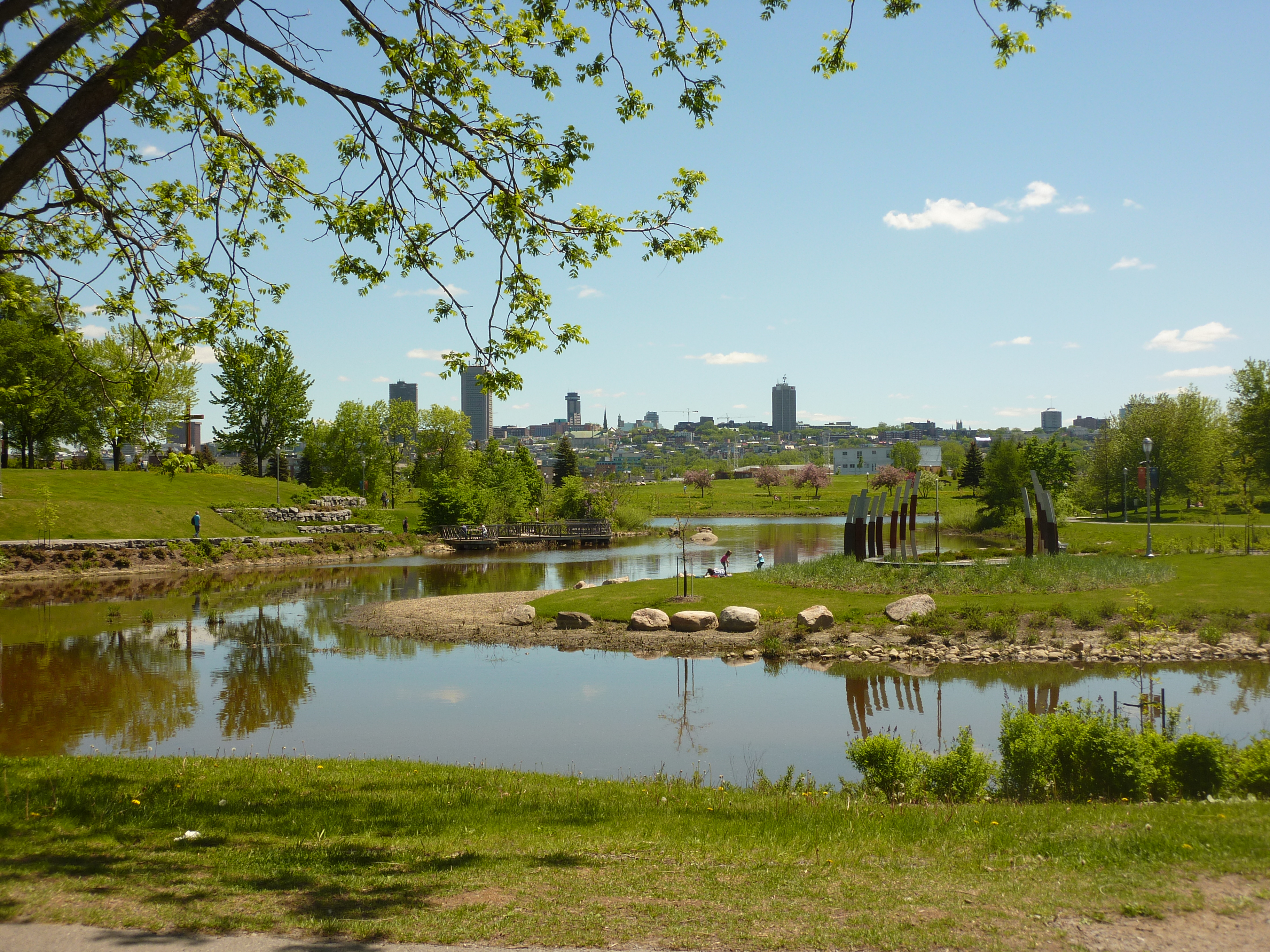
Lieu historique national Cartier-Brébeuf

Enfin, le parc Cartier-Brébeuf, un site historique national canadien, est situé sur la rive nord de la rivière dans l'arrondissement de Limoilou de la ville de Québec. Ce parc a été aménagé afin de commémorer le passage de Jacques Cartier et l'établissement de la première mission jésuite à Québec par Jean de Brébeuf en 1625. Jusque dans les années 1990, on pouvait y visiter une réplique du navire amiral de Cartier, La Grande Hermine, qui avait été construite pour l'exposition universelle de 1967 de Montréal. Elle a finalement dû être détruite puisque devenue dangereuse à cause du manque d'entretien. On y retrouve de nos jours un centre d'interprétation du site, une reconstitution d'une maison longue amérindienne telle qu'on devait en trouver à Stadaconé, de l'animation et des espaces de détente comprenant des aménagements floraux. La piste cyclable de la rivière Saint-Charles passe notamment à cet endroit.

#### Parc de la falaise et de la chute Kabir Kouba

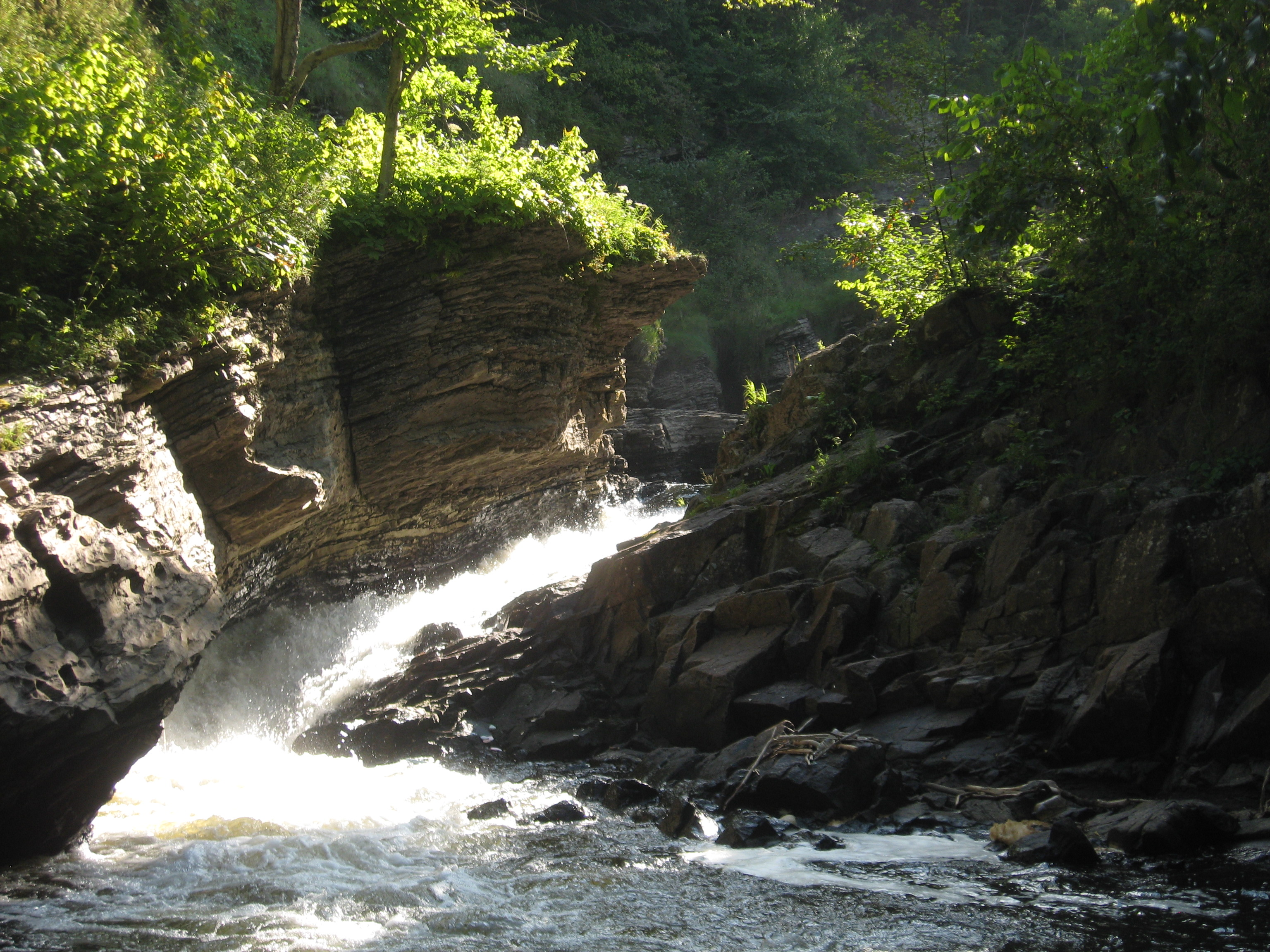
La rivière Saint-Charles près de Wendake.

La rivière traverse le territoire Hurons-Wendats de Wendake, enclavé dans la ville de Québec. Des rapides et cascades sont présents dans cette section sous le nom de Kabir Kouba soit « la rivière aux mille détours » en wendat. Le parc de la Falaise et de la chute Kabir Kouba le long des cascades à cet endroit possède un pavillon d'interprétation et des sentiers permettant entre autres d'observer la chute Kabir Kouba haute de 28 mètres dans un canyon de 42 mètres de haut, une riche flore et de fossiles datant de plus 455 millions d’années.

#### Autres parcs
Le circuit traverse plusieurs parcs situés le long de la rivière Saint-Charles. Parmi les plus importants, on compte le plus grand parc de Québec, le parc Chauveau (plus grand que le parc des plaines d'Abraham avec ses 120 hectares contre 108), qui est d'ailleurs le site du Festival de pêche en ville de Québec, qui permet plusieurs activités liées à la pêche dans la rivière, ensemencée pour l'occasion. Le parc Les Saules où les gens peuvent admirer les jardins de la maison O'Neill. À Loretteville, les citoyens peuvent marcher, pédaler et profiter du plein-air aux abords de la rivière Saint-Charles dans le parc Jean-Roger-Durand.

## Hommages
- La rivière Saint-Charles, avec ses anciennes berges, fut représentée sur une pièce d'un dollar, en 1992, des Dollars du Carnaval de Québec. Ces pièces de monnaie symboliques étaient vendues chez les commerçants du Vieux-Québec durant la tenue du Carnaval et leur valeur se terminait à la fin de l'édition du carnaval de l'année de frappe de la pièce[11]
- Une pièce de la chanteuse Claire Pelletier, Kabir Kouba, évoque d'ailleurs les légendes huronnes qui sont nombreuses à mettre la rivière à l'honneur.

## Galerie

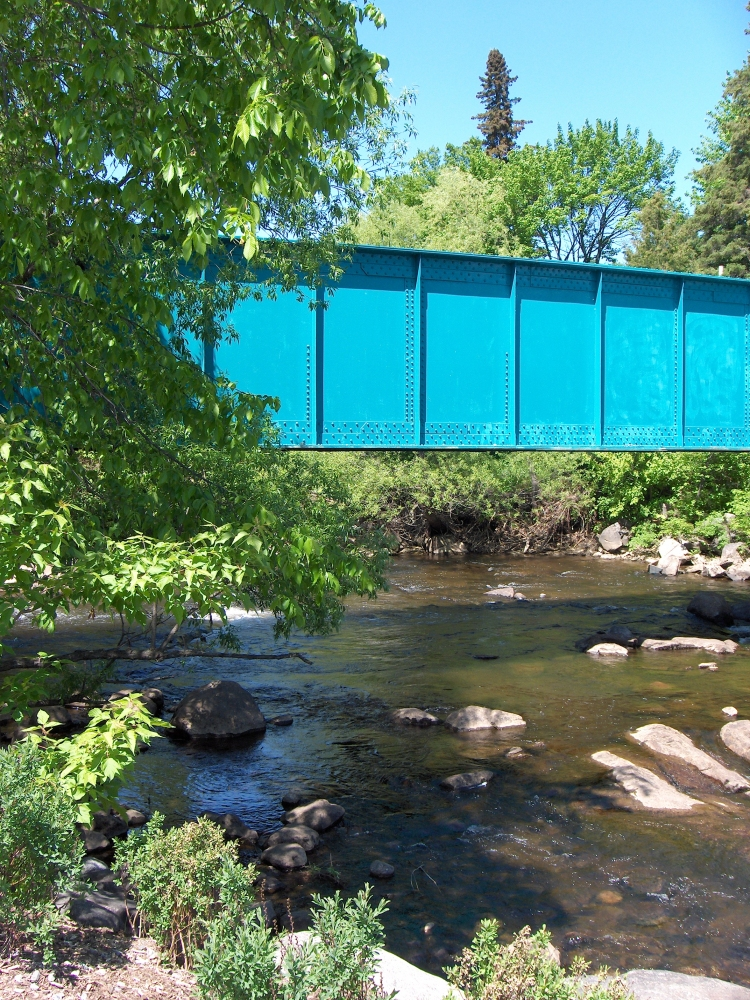
Pont de la piste cyclable au-dessus de la rivière Saint-Charles (Loretteville)
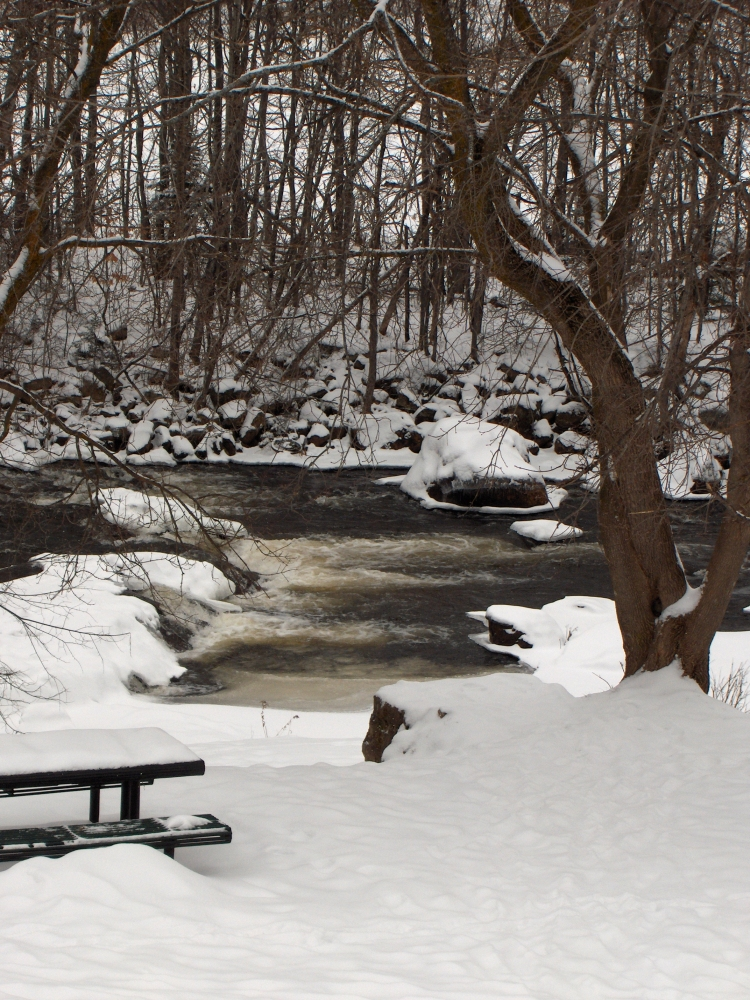
Parc Jean-Roger-Durand et rivière Saint-Charles (Loretteville)
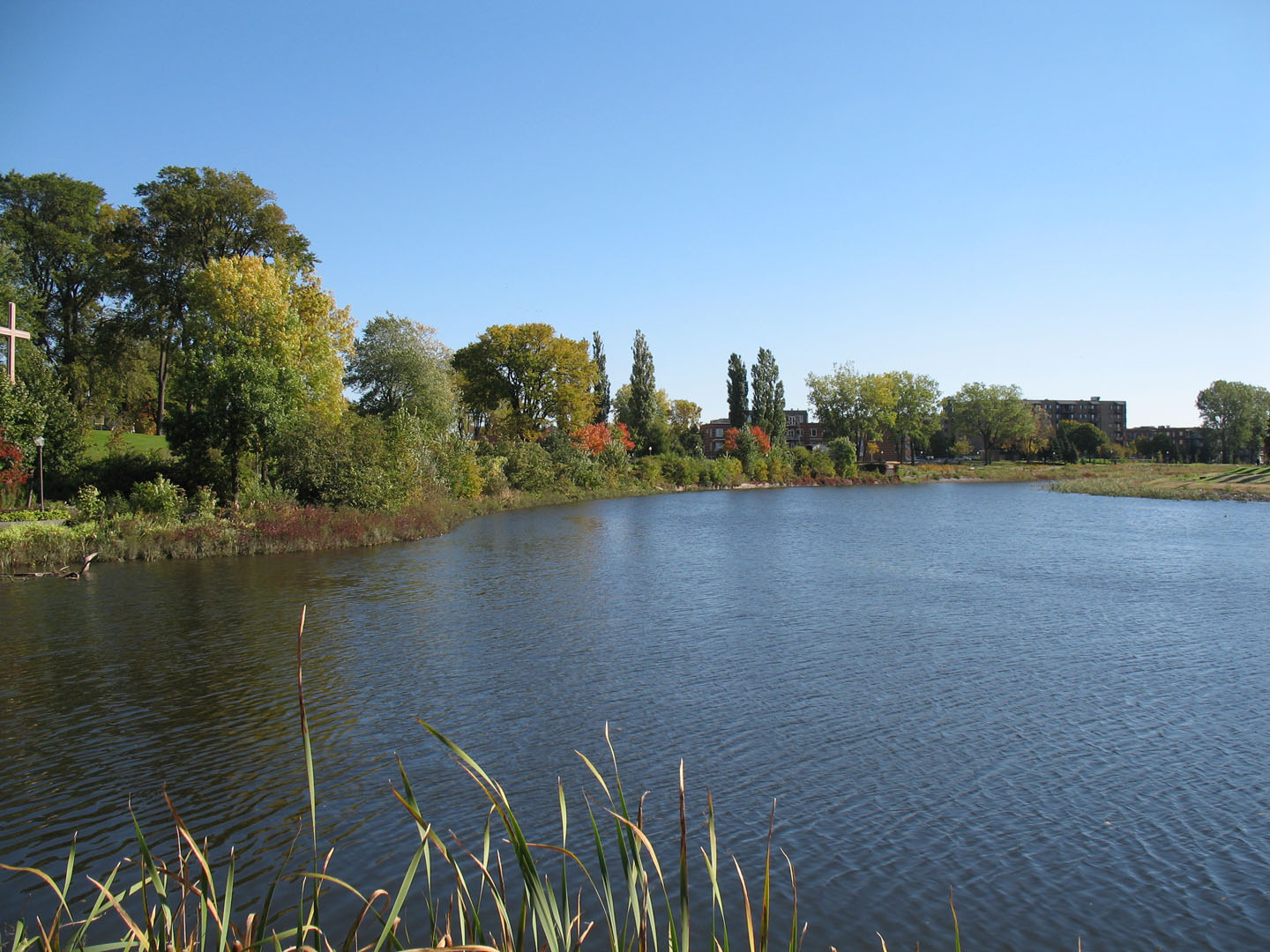
La rivière Saint-Charles (hautes eaux)
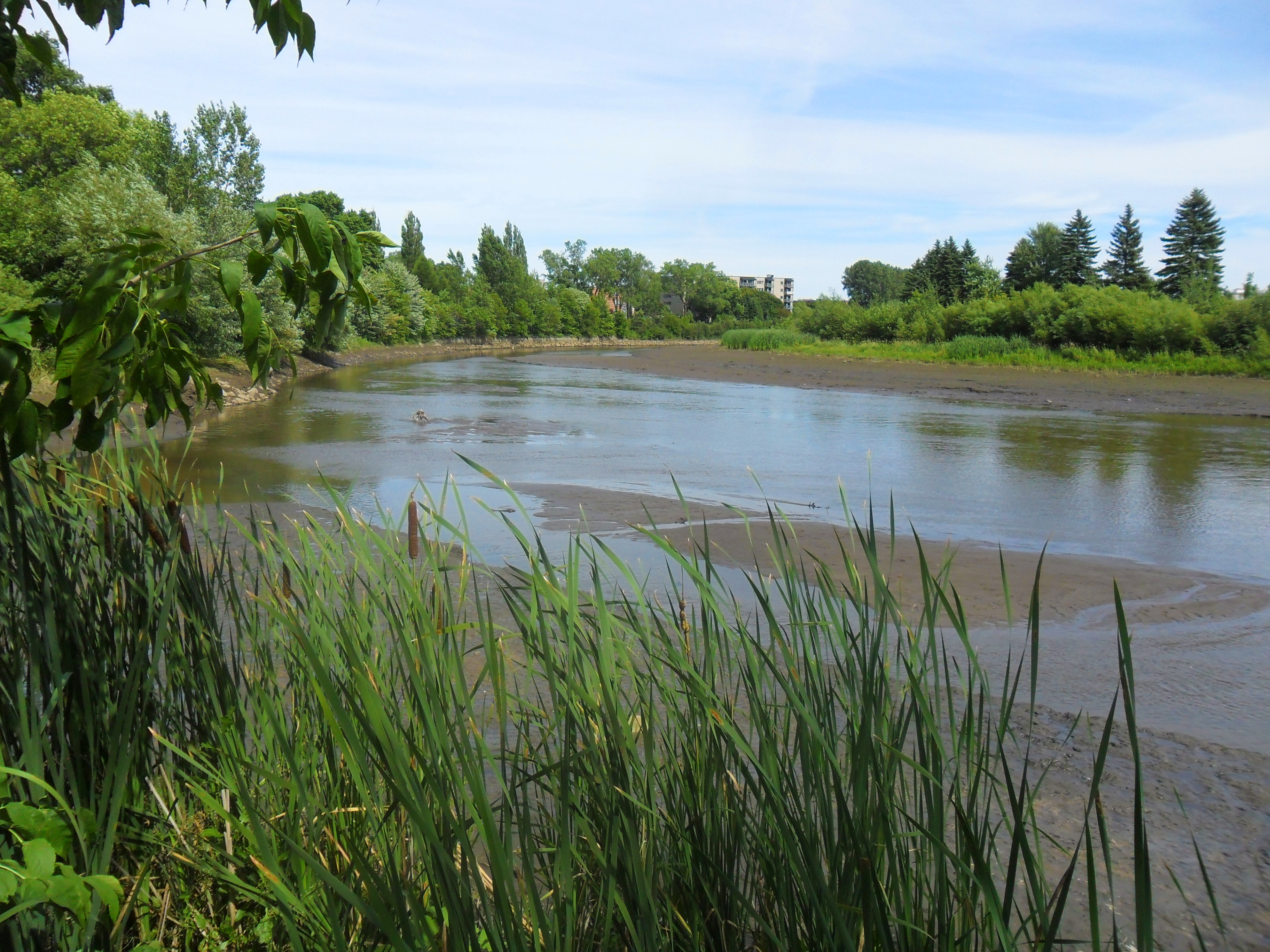
La rivière Saint-Charles (basses eaux)
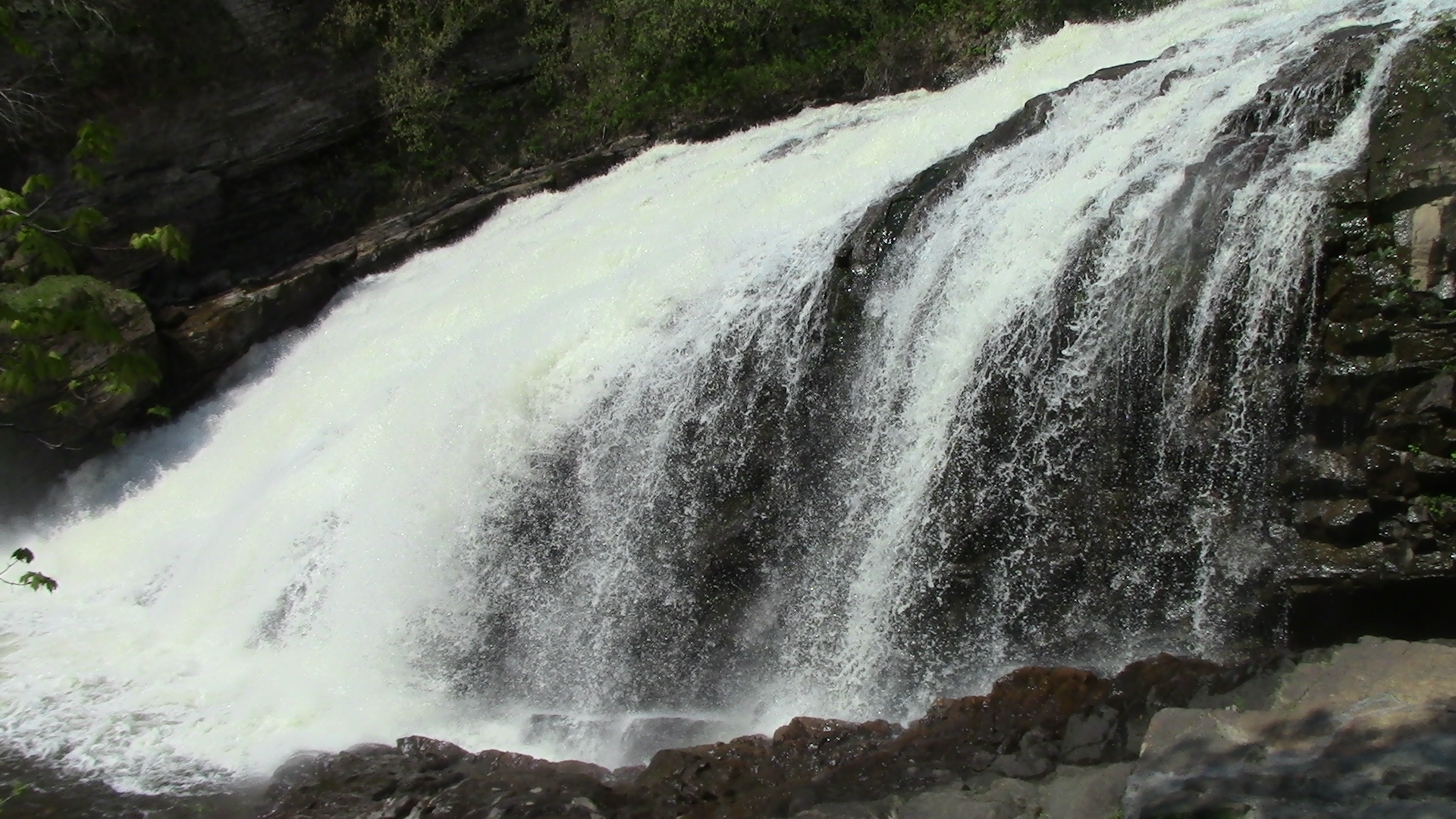
La Chute Kabir-Kouba